# Scoglio Tre Fratelli
Tre Fratelli è un gruppo di scogli dell'Italia sito nel mar Tirreno, appartiene a Vico Equense, comune italiano della città metropolitana di Napoli.
Si trovano presso la spiaggia dello Scraio, a breve distanza dalle omonime terme. Presso gli scogli era solito allenarsi Fritz Dennerlein, a cui è stato dedicato il tratto di costa tra la Marina di Vico e Capo La Gala.